# Динамо-Молодечно
«Динамо-Молодечно» (бел. ХК Дынама-Маладзечна) — профессиональный хоккейный клуб из Молодечно, Белоруссия. Основан в 2014 году. Выступает в Белорусской экстралиге. С 2022 года не является фарм-клубом минского "Динамо".
Первым главным тренером команды стал Дмитрий Кравченко. Бюджет клуба на сезон 2014/2015 составил около 2 млн долларов (20 млрд бел. рублей).
Домашние матчи «Динамо-Молодечно» проводит в "Спортивно-развлекательном центре" города Молодечно.